# Josephine Sticker
Josephine Sticker, née le 7 juillet 1894 à Vienne (Autriche) et morte le 10 septembre 1960, est une nageuse autrichienne.
Elle participe aux épreuves de natation aux Jeux olympiques d'été de 1912 à Stockholm ; elle est médaillée de bronze du relais 4x100 mètres nage libre et est éliminée en séries du 100 mètres nage libre.